# 米哈伊尔·伏龙芝
米哈伊尔·瓦西里耶维奇·伏龙芝（羅馬化：Mikhail Vasilyevich Frunze；1885年2月2日—1925年10月31日），苏联及吉尔吉斯斯坦共产党人、军事家、统帅，與托洛茨基同是蘇俄軍事體系的建構者。

## 生平
他于旧历1月21日出生于比什凯克一个来自比萨拉比亚的罗马尼亚農民移民家庭（另一说，其父亲是医生，来自罗马尼亚，母亲是俄罗斯族），1904年入圣彼得堡工业学院就讀，并同年于此加入布尔什维克党组织。
1905年革命运动中伏龙芝因参加工人运动，被沙皇政府驱逐出圣彼得堡。俄国社会民主工党莫斯科委员会派遣伏龙芝到伊万诺沃-沃兹涅先斯克和舒亚组织纺织工人政治罢工与工人代表苏维埃，领导了纺织工人战斗队支援莫斯科无产阶级十二月起义的红色普列斯尼亚区街垒战。1907年3月被沙俄政府逮捕，1907年-1910年两次判处死刑，在社会舆论与工人抗议的压力下，改判为10年苦役，终身流放。1915年8月从西伯利亚流放地潜逃入赤塔，进入一家布尔什维克当地的周报任编辑。1916年受布尔什维克党派遣到沙俄军队开展革命工作，在西方面军领导党的工作与明斯克地方工作。
俄國二月革命之后，伏龙芝当选为明斯克民警局局长、西方面军前线委员会委员、明斯克苏维埃执委、明斯克和维尔纳省农民代表苏维埃主席。1917年8月任明斯克区革命军参谋长，领导当地镇压科尔尼洛夫将军叛乱。同年9月去莫斯科附近的纺织工人城市舒亚，当选为当地苏维埃主席与党的领导人。十月革命时组织了一支由舒沃与伊万诺沃纺织工人与拥护革命的士兵的2000人的队伍支援莫斯科十月武装起义。1918年春季伏龙芝当选为伊万诺沃-沃兹涅先斯克省苏维埃执委会主席、省国民经济委员会主席、省军事委员。1918年夏天参加镇压莫斯科左翼社會革命黨起義以及雅罗斯拉夫尔起义。此后任雅罗斯拉夫尔军区政治委员，领导组建苏俄红军工作。
俄罗斯内战时期，伏龙芝于1918年12月任东方面军第4集团军司令，次年3月起任东方面军南军队集群司令，下辖第4集团军、突厥斯坦集团军，4月10日起又编入第1集团军与第5集团军），指挥了击破高尔察克白军的布古鲁斯兰、别列别伊、乌法战役。7月任东方面军司令，指挥了解放乌拉尔。8月任突厥斯坦方面军司令，歼灭了高尔察克军队南集群，打通了与中亚革命者的联系。1920年当选为全俄苏维埃中央执委与俄共突厥斯坦委员会委员。1920年9月，伏龙芝被任命为南方面军司令员，击破了弗兰格尔白军对顿巴斯的进攻，成功地强渡锡瓦什湖全歼克里米亚半岛的白军，这标志着俄国内战大规模战斗行动的结束。
1920年至1924年任革命军事委员会驻乌克兰特派员指挥乌克兰与克里木的武装部队、乌克兰共产党中央政治局委员、乌克兰人民委员会副主席、乌克兰经济委员会副主席。1924年3月苏联共产党中央任命伏龙芝为苏联革命军事委员会副主席与副陆海军人民委员，以削弱托洛茨基对苏联军队的掌握。同年4月兼任苏联工农红军总参谋长、军事学院（现伏龙芝军事学院）院长。1925年1月苏共中央解除了托洛茨基的军事职务，由伏龙芝接任苏联革命军事委员会主席与陆海军人民委员。1921年当选为俄共（布）中央委员，1924年起为政治局候补委员。
伏龙芝在苏共中央的领导下，开展了苏联的军事体制改革。俄國內戰结束后，1921年列宁在俄共第十次代表大会上说“在战争结束的时候，俄国就像是一个被打得半死的人”。当时国内经济及其困难，工业总产值不到1913年的四分之一，而红军兵力达到了550万人。伏龙芝提出了常备军与民兵相结合的国防体制，到1925年红军人数仅有56.2万，但整个国防力量并未削弱。
伏龙芝患有胃溃疡，经过食疗后在1925年秋天基本没有复发过，但是医生的两次会诊都认为他应该手术。他认为不用手术，但是斯大林坚持让他去做手术，说这可以“一劳永逸”地摆脱胃溃疡。手术开始后医生果然发现没有必要手术，因为没有发现任何溃疡。但是由于伏龙芝的心脏承受不了因麻醉效果不好而增加一倍的氯仿的剂量（当时已有更好的药乙醚但没有给他使用），他在手术30个小时后死于心脏麻痹。当时斯大林正进行反托洛茨基派的斗争，而伏龙芝接替了托洛茨基的军队职务。伏龙芝死后，接替他出任陆海军人民委员的是斯大林的亲信伏罗希洛夫。

## 影響
其著作编成《伏龙芝选集》各卷出版。
他为中亚各国脫离沙俄的统治有很大的功劳。苏联成立后，苏共曾把吉尔吉斯的首府比什凯克市改名伏龙芝，以纪念他的功劳。但吉爾吉斯從前蘇聯獨立之後，又把名稱回退了。但伏龙芝仍被比什凯克纪念，市中心的一座博物馆与一条街道以他的名字命名。帕米尔一座高山以伏龙芝的名字命名。
在俄罗斯，伏龙芝仍是荣誉的象征。伏龙芝军事学院以其名字命名。陆军第二步兵师以伏龙芝命名。莫斯科一座地铁站称“伏龙芝站”，并立有伏龙芝雕像。
在白俄罗斯首都明斯克，一个区被命名为伏龙芝区，在该区还有同名的地铁站，地铁站内有骑兵的浮雕。

## 著作
- N 2. С.94-106.